# Acanthogorgia striata
Acanthogorgia striata is een zachte koraalsoort uit de familie Acanthogorgiidae. De koraalsoort komt uit het geslacht Acanthogorgia. Acanthogorgia striata werd in 1911 voor het eerst wetenschappelijk beschreven door Nutting. 